# 안드레아스 시엘데루프
안드레아스 레데르고르 시엘데루프 (Andreas Rædergård Schjelderup, 2004년 6월 1일 ~ )는 노르웨이의 축구 선수이며, 노르셸란에서 레프트 윙어 또는 공격수로 뛰고 있다.